# おぼまこと
おぼ まこと（1937年 - ）は、日本の絵本作家。台湾生まれ。

## 略歴
中央大学商科卒業。サラリーマン生活で、公務員、民間会社、レコード会社などを転任した後、アメリカへ渡り1年ほどアルバイト生活。日本への帰国後、1971年に独学で絵本を描き始める。1983年に初のハンガリーの「日本人6人展」に出品参加。色鉛筆を粉状に綿でこする方法で本人特有の絵を表現。

## 著書
- デビュー作　「こんやはみんなそとへでておつきさまとあそぼうよ」（１枚絵）「こどものせかい　1971年10月号　至光社」発表後の同年、同誌12月号「みんなのおくりもの」にて絵本デビュー
- 受賞作
  - ごめんねムン（小峰書店）1989年、「小学2年生 国語」（大阪書籍）に採用。
  - しばいっこ（あかね書房）1989年、中央福祉審議会特別推薦賞受賞。
  - 世界一すてきなお父さん（小峰書店）1999年、第13回赤い鳥文学賞さしえ賞受賞。
  - ひでちゃんとよばないで（小峰書店）2005年、BIBに選出。
- その他の作品
  - サンタさんのおうちへいけるかな（福音館書店）
  - どらねこママくん（講談社）1982年
  - うさぎおばさんのケーキ（講談社）1984年
  - とうげのおんぼろバス（フレーベル館）1985年
  - あ・り・が・と・う（フレーベル館）1986年
  - ぞうくんのおみまい（福音館書店）1987年
  - ぞうのウータン（佼成出版社）1988年
  - うさぎおばさんのとくべつりょうり（ぎょうせい）1992年
  - ねえ、いいでしょ おかあさん（ぎょうせい）1992年
  - そのとき王さまは（ぎょうせい）1993年
  - きいろいほしからきたおじさん（くもん出版）1993年
  - とってもふしぎなよるでした（童心社）1996年
  - ひとりぼっちのモンスター（ベネッセのえほん）1997年
  - がんばれプーチン（河合楽器製作所・出版事業部）1998年
  - だいじょうぶロビン（カワイ出版）1999年
  - おじいちゃんのアコーディオン（佼成出版社）2003年
  - ゴットンくんだいすき（学習研究社）2006年
  - さよならはいわない（PHP研究所）2009年
  - ようこそおばけパーティーへ（ひさかたチャイルド）2010年